# 五氯化铌
五氯化铌（化学式：NbCl5）是制备其他铌化合物的常用原料。室温下它为白色结晶，加热到183°C时转变为黄色，熔融时变为橙红色。易水解为NbOCl3，在潮湿空气中冒烟。
五氯化铌由金属铌与稀释的氯气在300-350°C下反应得到，通过升华纯化。没有碳存在时，五氧化二铌直接氯化生成NbOCl3；有碳存在下反应，反应生成的是NbCl5和NbOCl3的混合物。比较纯的五氯化铌可通过铌的硫化物与氯气反应制备。

## 结构
固态的五氯化铌为二聚体，含有两个氯桥连的结构，见右图及下图。每个铌原子都为六配位变形八面体构型，两个桥键长为256pm，平键键长225pm，直键键长229.2pm。直键向内变形，与两个氯桥组成的平面形成的角度为83.7°，氯桥的Nb-Cl-Nb键角为101.3°。Nb-Nb距离较长，为398.8pm，不足以产生金属-金属相互作用。
相似的五溴化铌、五氯化钽、五溴化钽等也都采取这种结构。气态时的五氯化铌是单分子的。

## 用途
五氯化铌是有机合成中的路易斯酸，可以催化烯烃发生羰基Ene反应和Diels-Alder反应。
它与某些吡咯烷反应得到N-酰基亚胺盐，后者可以进一步与烯丙基三甲基硅、吲哚、烯醇硅醚等亲核试剂反应，如下例。